# Coulgens
Coulgens település Franciaországban, Charente megyében. Lakosainak száma 557 fő (2022. január 1.). Coulgens Aussac-Vadalle, Jauldes, La Rochette és Val-de-Bonnieure községekkel határos.

## Népesség
A település népessége az elmúlt években az alábbi módon változott:
| Lakosok száma | 399  | 418  | 389  | 500  | 515  | 540  | 537  | 534  | 541  | 557  |
|               | 1968 | 1982 | 1990 | 2006 | 2013 | 2015 | 2017 | 2019 | 2020 | 2022 |